# マーリス・ヴェルパコフスキス
マーリス・ヴェルパコフスキス（Māris Verpakovskis, 1979年10月15日 - ）は、ラトビア・リエパーヤ出身で元同国代表のサッカー選手。現役時代のポジションはフォワード。
高速ドリブルを得意にしている。

## 所属クラブ
- FKリエパーヤス・メタルルグス 1995-2001
- スコントFC 2001-2003
- FCディナモ・キーウ 2003-2011

→ ヘタフェCF（ローン移籍） 2007
→ ハイドゥク・スプリト（ローン移籍） 2007
→ セルタ・デ・ビーゴ（ローン移籍） 2008
→ エルゴテリスFC（ローン移籍） 2009-2011
- FKバクー 2011-2013
- PAEエルゴテリス 2013-2014
- FKリエパーヤ 2014-2015
- リガFC 2019

## 代表歴
- ラトビア代表
  - 2004年 EURO2004 ポルトガル大会（グループリーグ敗退）